# Erythronium sibiricum
Erythronium sibiricum är en liljeväxtart som först beskrevs av Fisch. och Carl Anton von Meyer, och fick sitt nu gällande namn av Porphyriy Nikitich Krylov. Erythronium sibiricum ingår i Hundtandsliljesläktet och i familjen liljeväxter. Inga underarter finns listade.

## Bildgalleri

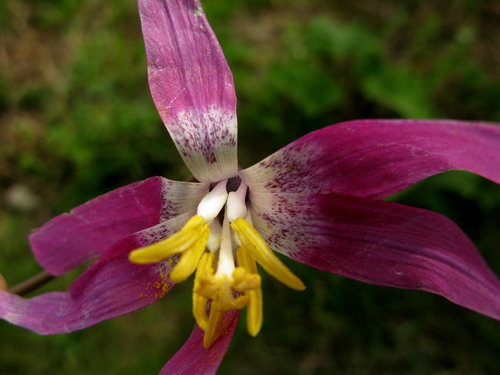
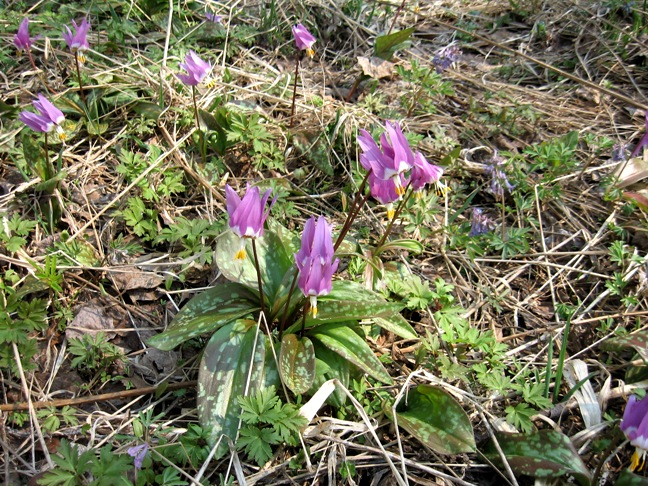